# Trolltjärnen (Åre socken, Jämtland)
Trolltjärnen är en sjö i Åre kommun i Jämtland och ingår i Indalsälvens huvudavrinningsområde.